# Jacob Harold Gallinger

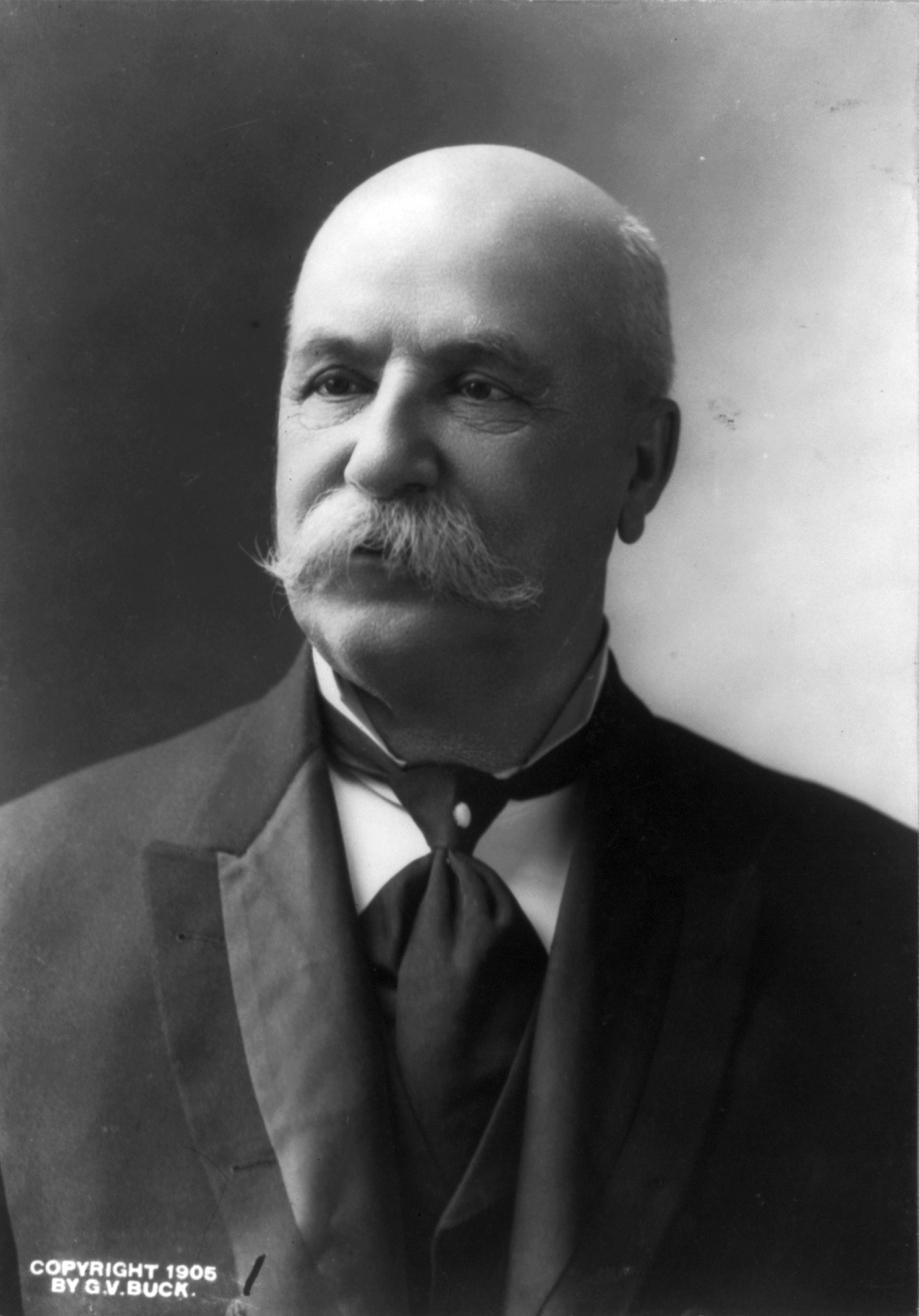
Jacob Harold Gallinger

Jacob Harold Gallinger (* 28. März 1837 in Cornwall, Ontario, Kanada; † 17. August 1918 in Franklin, Merrimack County, New Hampshire) war ein US-amerikanischer Politiker. Zwischen 1885 und 1918 vertrat er mit einer Unterbrechung den Bundesstaat New Hampshire in beiden Kammern des Kongresses.

## Werdegang
Jacob Gallinger besuchte die öffentlichen Schulen seiner Heimat und erhielt später eine akademische Ausbildung. Zu einem nicht genau überlieferten Zeitpunkt kam er in die Vereinigten Staaten. Er arbeitete zunächst als Drucker und studierte danach bis 1858 am Cincinnati Medical Institute in Ohio Medizin. Die folgenden zwei Jahre studierte er im Ausland. Dann ließ er sich in Concord in New Hampshire nieder, wo er als Arzt praktizierte. Gleichzeitig begann er als Mitglied der Republikanischen Partei eine politische Laufbahn. In den Jahren 1872 und 1873 und nochmals für kurze Zeit im Jahr 1891 saß er im Repräsentantenhaus von New Hampshire. 1876 gehörte er einem Verfassungskonvent seines Staates an. Zwischen 1878 und 1880 war er Mitglied im Staatssenat. Von 1879 bis 1880 war er zudem als Surgeon General of New Hampshire Gesundheitsstaatssekretär für New Hampshire.
Bei den Kongresswahlen des Jahres 1884 wurde Jacob Gallinger als Kandidat seiner Partei in das US-Repräsentantenhaus in Washington, D.C. gewählt, wo er am 4. März 1885 sein neues Mandat antrat. Nach einer Wiederwahl konnte er dort bis zum 3. März 1889 zwei Legislaturperioden absolvieren. Im Jahr 1888 verzichtete er auf eine weitere Kandidatur. Zwei Jahre später kandidierte er erfolgreich für den US-Senat, wo er am 4. März 1891 seinen Sitz einnahm. Nach vier Wiederwahlen konnte er dort bis zu seinem Tod verbleiben. In diese Zeit fielen unter anderem der Spanisch-Amerikanische Krieg von 1898 und der Erste Weltkrieg, der bei Gallingers Tod noch nicht beendet war. In den Jahren 1912 und 1913 übte er das Amt des amtierenden Senatspräsidenten aus. Außerdem war er von 1891 bis 1893 Vorsitzender des Committee on Transportation Routes to the Seaboard. Zwischenzeitlich war er auch Mitglied im Pensionsausschuss und im Verwaltungsausschuss des Bundesbezirks District of Columbia. Darüber hinaus leitete er in den Jahren 1904 und 1905 den Ausschuss, der sich mit der Handelsmarine befasste. Während seiner Zeit im Senat wurden der 16. und der 17. Verfassungszusatz ratifiziert. Dabei ging es um die bundesweite Einführung der Einkommensteuer und die Direktwahl der US-Senatoren. Jacob Gallinger starb am 17. August 1918 und wurde in Concord New Hampshire beigesetzt.